# Куркинский район
Ку́ркинский райо́н — административно-территориальная единица (район) и муниципальное образование (муниципальный район) в Тульской области России.
Административный центр — посёлок городского типа (рабочий посёлок) Куркино.

## География
Расположен на юго-востоке Тульской области. Площадь 949 км². Граничит на севере с Кимовским, на северо-западе — с Богородицким, на западе — с Воловским, на юго-западе — с Ефремовским районами Тульской области, на юго-востоке — с Данковским районом Липецкой области, на востоке — с Милославским районом Рязанской области.
Основные реки — Дон, Непрядва, Птань, Язовня, Ситка, Курца, Рыхотка, Богоявленка, Замарайка.

## История
Район образован 8 июля 1924 года в составе Ефремовского уезда Тульской губернии.
С 1926 года после упразднения уездов в прямом подчинении Тульской губернии.
12 июля 1929 года в результате упразднения губерний район вошёл в состав Тульского округа Московской области. На тот момент район включал следующие сельсоветы: Александровский, Андреевский, Грязновский, Даниловский, Ивановский, Казинский, Клешнянский, Коломенский, Крестовский, Куркинский, Марьинский, Масловский, Михайловский, Моховский, Никитский, Никольский, Новоселковский, Орловский, Птанский, Рахмановский, Рыхотский, Рязановский, Сергиевский, Силинский, Страховский, Сумбуловский и Шаховский.
10 декабря 1932 года из Богородицкого района в Куркинский был передан Ляпуновский сельсовет.
26 сентября 1937 года район вошёл в состав новообразованной Тульской области.
В 1963 году район был упразднен, а в 1965 году восстановлен.

## Население
| 1959    | 1970    | 1979    | 1989    | 2002    | 2009    | 2010    | 2011    | 2012    |
| ------- | ------- | ------- | ------- | ------- | ------- | ------- | ------- | ------- |
| 24 282  | ↘21 368 | ↘17 612 | ↘15 457 | ↘13 077 | ↘11 260 | ↘10 830 | ↘10 774 | ↘10 593 |
| 2013    | 2014    | 2015    | 2016    | 2017    | 2018    | 2019    | 2020    | 2021    |
| ↘10 458 | ↘10 185 | ↘10 036 | ↘9843   | ↘9688   | ↘9539   | ↘9437   | ↘9283   | ↗10 902 |

### Урбанизация
Городское население (посёлок городского типа Куркино) составляет 50,06 % от всего населения района.

### Национальный состав
По итогам переписи населения 2020 года проживали следующие национальности (национальности менее 0,1 % и другое см. в сноске к строке «Другие»):
| Национальность | Численность, чел. | Доля     |
| -------------- | ----------------- | -------- |
| Русские        | 10 102            | 92,66 %  |
| Азербайджанцы  | 128               | 1,17 %   |
| Армяне         | 118               | 1,08 %   |
| Таджики        | 59                | 0,54 %   |
| Украинцы       | 41                | 0,38 %   |
| Ингуши         | 26                | 0,24 %   |
| Грузины        | 26                | 0,24 %   |
| Аварцы         | 26                | 0,24 %   |
| Молдаване      | 24                | 0,22 %   |
| Узбеки         | 22                | 0,20 %   |
| Киргизы        | 22                | 0,20 %   |
| Другие         | 308               | 2,83 %   |
| Итого          | 10 902            | 100,00 % |

## Территориальное деление
Административно-территориальное устройство
Куркинский район в рамках административно-территориального устройства включает 1 посёлок городского типа и 8 волостей:
| №     | Административно-территориальная единица | Код ОКАТО  | Население 2002 (чел.) | Соответствие сельскому поселению |
| ----- | --------------------------------------- | ---------- | --------------------- | -------------------------------- |
| 1e-06 | Посёлок городского типа:                |            |                       |                                  |
| 2e-06 | Куркино                                 | 70 230 551 |                       |                                  |
| 3e-06 | Сельские округа:                        |            |                       |                                  |
| 1     | Андреевская волость                     | 70 230 805 | 440                   | СП Михайловское                  |
| 2     | Грибоедовская волость                   | 70 230 835 | 978                   | СП Михайловское                  |
| 3     | Ивановская волость                      | 70 230 850 | 1513                  | СП Михайловское                  |
| 4     | Крестовская волость                     | 70 230 815 | 419                   | СП Михайловское                  |
| 5     | Михайловская волость                    | 70 230 825 | 688                   | СП Михайловское                  |
| 6     | Моховская волость                       | 70 230 830 | 1152                  | СП Самарское                     |
| 7     | Самарская волость                       | 70 230 845 | 652                   | СП Самарское                     |
| 8     | Сергиевская волость                     | 70 230 846 | 1118                  | СП Самарское                     |

Муниципальное устройство

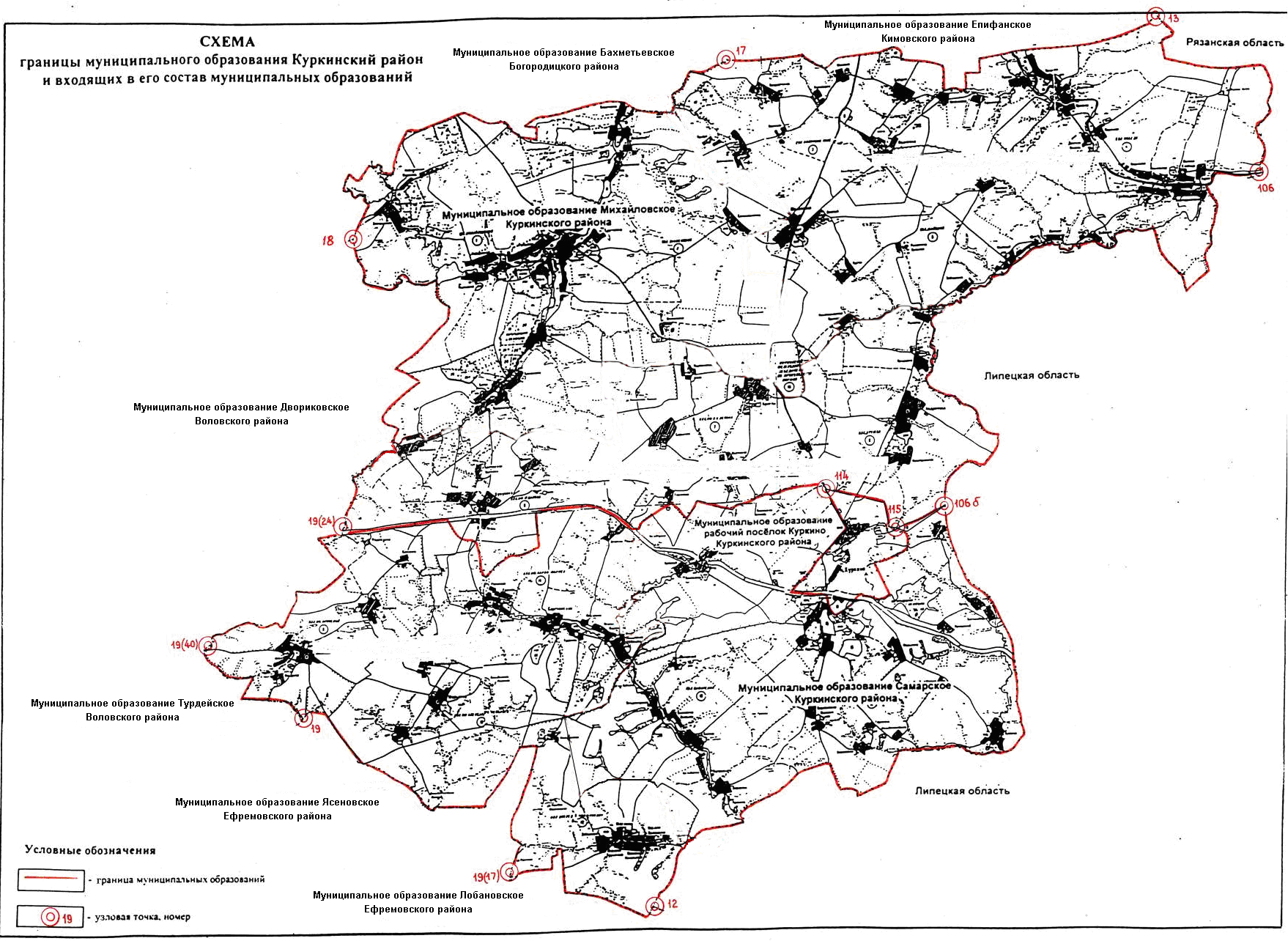
Муниципальное деление Куркинского района с 2013 года.

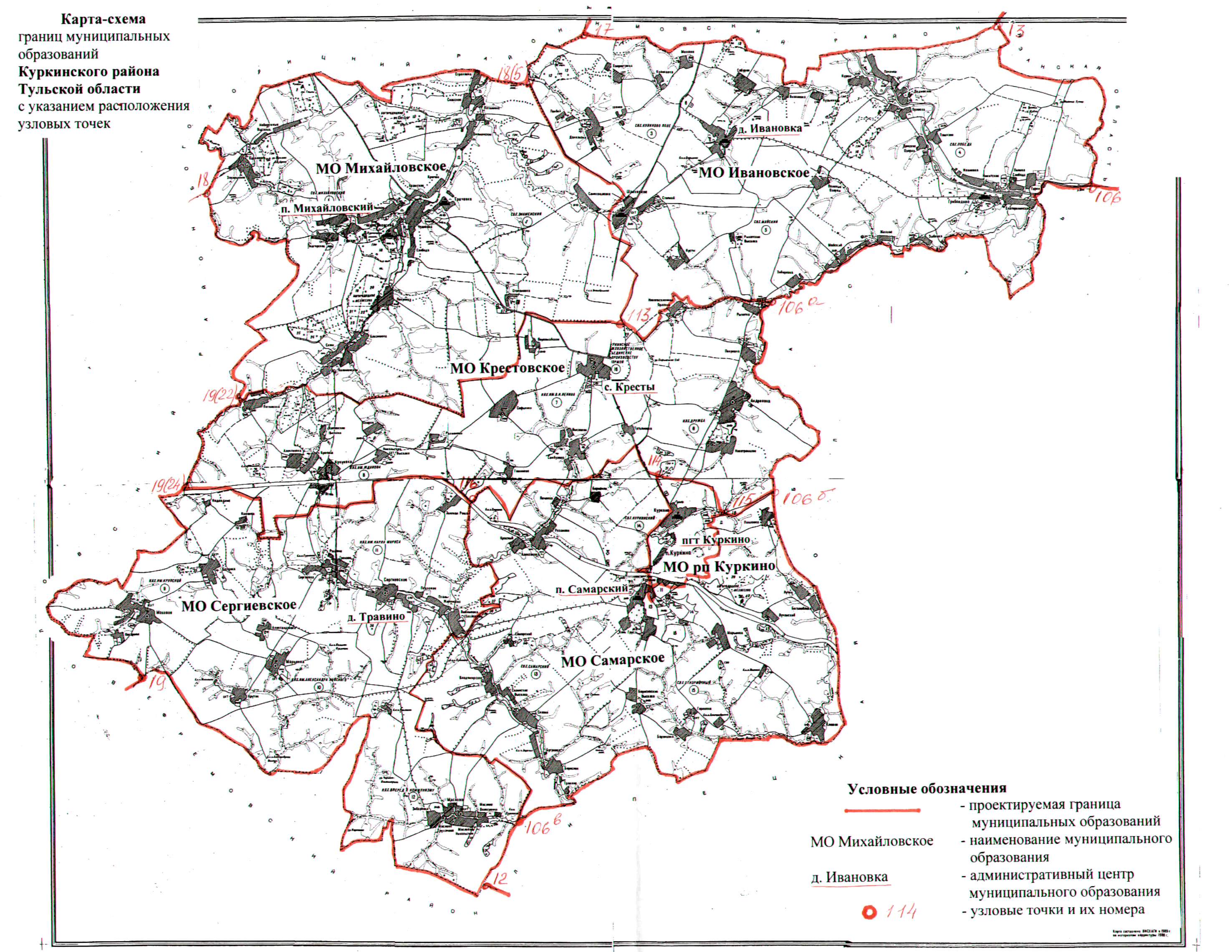
Муниципальное деление Куркинского района c 2006 по 2013 г.

В муниципальный район, в рамках организации местного самоуправления, входят три муниципальных образования, в том числе одно городское и два сельских поселения:
| №        | Муниципальное образование | Административный центр  | Количество населённых пунктов | Население | Площадь, км² |
| -------- | ------------------------- | ----------------------- | ----------------------------- | --------- | ------------ |
| 1e-06    | Городское поселение:      |                         |                               |           |              |
| 1        | рабочий посёлок Куркино   | рабочий посёлок Куркино | 1                             | ↗5457     | 8,17         |
| 1.000002 | Сельские поселения:       |                         |                               |           |              |
| 2        | Михайловское              | посёлок Михайловский    | 74                            | ↗3404     | 550,26       |
| 3        | Самарское                 | посёлок Самарский       | 44                            | ↗2041     | 390,82       |

История муниципального устройства
К 2006 году в муниципальном районе были созданы шесть муниципальных образований (1 городское и 5 сельских поселений).
В 2013 году были упразднены сельские поселения Ивановское и Крестовское (включены в Михайловское), а также Сергеевское (включено в Самарское).

## Населённые пункты
В Куркинском районе один рабочий посёлок и 118 сельских населённых пунктов.
| №   | Населённый пункт       | Тип             | Население (чел.) | Муниципальное образование | Волость       |
| --- | ---------------------- | --------------- | ---------------- | ------------------------- | ------------- |
| 1   | Куркино                | рабочий посёлок | ↗5457            | р. п. Куркино             |               |
| 2   | Александровка          | деревня         | 14               | Самарское                 | Моховская     |
| 3   | Алексеевка             | деревня         | 29               | Михайловское              | Крестовская   |
| 4   | Алексеевка             | деревня         | 6                | Самарское                 | Самарская     |
| 5   | Андреевка              | село            | ↘221             | Михайловское              | Андреевская   |
| 6   | Барановка              | деревня         | 0                | Самарское                 | Самарская     |
| 7   | Березняк               | деревня         | 0                | Самарское                 | Самарская     |
| 8   | Близневка              | деревня         | 5                | Михайловское              | Михайловская  |
| 9   | Боголюбовка            | деревня         | 0                | Самарское                 | Самарская     |
| 10  | Борисовские Выселки    | деревня         | 0                | Самарское                 | Самарская     |
| 11  | Брусеное               | деревня         | 4                | Самарское                 | Сергиевская   |
| 12  | Владимирское           | село            | 3                | Самарское                 | Самарская     |
| 13  | Высоцкое               | деревня         | 0                | Михайловское              | Крестовская   |
| 14  | Горки                  | деревня         | 0                | Михайловское              | Грибоедовская |
| 15  | Горское                | деревня         | 12               | Михайловское              | Михайловская  |
| 16  | Грачевка               | деревня         | ↘104             | Михайловское              | Михайловская  |
| 17  | Греково                | деревня         | 1                | Самарское                 | Сергиевская   |
| 18  | Грибоедово             | посёлок         | ↘343             | Михайловское              | Грибоедовская |
| 19  | Гурьевка               | деревня         | 0                | Самарское                 | Сергиевская   |
| 20  | Даниловка              | деревня         | 14               | Михайловское              | Ивановская    |
| 21  | Дмитриевка             | деревня         | 0                | Самарское                 | Сергиевская   |
| 22  | Донские Озерки         | деревня         | 7                | Михайловское              | Грибоедовская |
| 23  | Екатерининское         | село            | 8                | Михайловское              | Грибоедовская |
| 24  | Жохово                 | деревня         | 0                | Михайловское              | Грибоедовская |
| 25  | Заборовка              | деревня         | 2                | Михайловское              | Ивановская    |
| 26  | Заварыкино             | деревня         | 4                | Михайловское              | Михайловская  |
| 27  | Зелёная Роща           | деревня         | 0                | Самарское                 | Сергиевская   |
| 28  | Зибаровка              | деревня         | 19               | Самарское                 | Сергиевская   |
| 29  | Знаменское             | село            | 26               | Михайловское              | Михайловская  |
| 30  | Зыбовка                | деревня         | 1                | Михайловское              | Грибоедовская |
| 31  | Ивановка               | деревня         | ↘369             | Михайловское              | Ивановская    |
| 32  | Казаковка              | деревня         | 9                | Михайловское              | Михайловская  |
| 33  | Казинка                | село            | 14               | Самарское                 | Моховская     |
| 34  | Казинки                | деревня         | 0                | Михайловское              | Ивановская    |
| 35  | Кинь-Грусть            | деревня         | ↘87              | Самарское                 | Самарская     |
| 36  | Кинь-Грусть            | посёлок         | ↘28              | Самарское                 | Самарская     |
| 37  | Клешня                 | деревня         | 52               | Самарское                 | Самарская     |
| 38  | Коломенское            | деревня         | 5                | Михайловское              | Михайловская  |
| 39  | Крамское               | деревня         | 34               | Михайловское              | Михайловская  |
| 40  | Красный                | посёлок         | 8                | Самарское                 | Самарская     |
| 41  | Кресты                 | село            | ↘291             | Михайловское              | Крестовская   |
| 42  | Кротовка               | деревня         | 14               | Михайловское              | Крестовская   |
| 43  | Кротовские Выселки     | деревня         | 0                | Михайловское              | Крестовская   |
| 44  | Крутое                 | деревня         | 31               | Самарское                 | Моховская     |
| 45  | Крючок                 | деревня         | 4                | Михайловское              | Михайловская  |
| 46  | Кузьминки              | деревня         | 3                | Михайловское              | Грибоедовская |
| 47  | Кукуевка               | деревня         | 22               | Михайловское              | Крестовская   |
| 48  | Куликовка              | деревня         | 6                | Михайловское              | Ивановская    |
| 49  | Курцы                  | деревня         | 5                | Михайловское              | Грибоедовская |
| 50  | Кусты                  | деревня         | 1                | Михайловское              | Ивановская    |
| 51  | Лучанский              | посёлок         | 9                | Самарское                 | Самарская     |
| 52  | Лучки                  | деревня         | 1                | Самарское                 | Самарская     |
| 53  | Любимовка              | деревня         | 60               | Самарское                 | Сергиевская   |
| 54  | Майское                | деревня         | 12               | Михайловское              | Ивановская    |
| 55  | Марьинка               | деревня         | ↘91              | Самарское                 | Моховская     |
| 56  | Марьинка               | деревня         | ↘36              | Самарское                 | Самарская     |
| 57  | Маслово                | село            | 8                | Самарское                 | Сергиевская   |
| 58  | Маслово-Волосевич      | деревня         | ↘93              | Самарское                 | Сергиевская   |
| 59  | Маслово-Никольское     | деревня         | 5                | Самарское                 | Сергиевская   |
| 60  | Маслово-Трухачево      | деревня         | 2                | Самарское                 | Сергиевская   |
| 61  | Михайловский           | посёлок         | ↘459             | Михайловское              | Михайловская  |
| 62  | Моховое                | деревня         | 0                | Михайловское              | Ивановская    |
| 63  | Моховое                | деревня         | ↘149             | Самарское                 | Моховская     |
| 64  | Набережное             | деревня         | 12               | Михайловское              | Михайловская  |
| 65  | Набережные Выселки     | деревня         | 12               | Михайловское              | Михайловская  |
| 66  | Никитское              | село            | 49               | Михайловское              | Грибоедовская |
| 67  | Никольские Выселки     | деревня         | 7                | Михайловское              | Крестовская   |
| 68  | Никольское             | село            | 1                | Самарское                 | Сергиевская   |
| 69  | Новопоселенная Орловка | деревня         | 0                | Михайловское              | Андреевская   |
| 70  | Новотроицкое           | деревня         | 53               | Михайловское              | Андреевская   |
| 71  | Озерки                 | деревня         | 0                | Михайловское              | Крестовская   |
| 72  | Орловка                | село            | 62               | Михайловское              | Грибоедовская |
| 73  | Павловка               | деревня         | 0                | Самарское                 | Самарская     |
| 74  | Пашково                | деревня         | 11               | Михайловское              | Грибоедовская |
| 75  | Первомайское           | деревня         | 13               | Михайловское              | Крестовская   |
| 76  | Писарево               | деревня         | 1                | Самарское                 | Моховская     |
| 77  | Подгорское             | деревня         | 13               | Михайловское              | Михайловская  |
| 78  | Подмоклое              | деревня         | 26               | Михайловское              | Грибоедовская |
| 79  | Подхожее               | деревня         | 15               | Самарское                 | Сергиевская   |
| 80  | Покровка               | деревня         | ↗88              | Михайловское              | Андреевская   |
| 81  | Покровка               | деревня         | ↘13              | Михайловское              | Михайловская  |
| 82  | Полевые Озерки         | деревня         | 0                | Михайловское              | Ивановская    |
| 83  | Попова Слобода         | деревня         | 8                | Михайловское              | Грибоедовская |
| 84  | Починки                | деревня         | 25               | Михайловское              | Грибоедовская |
| 85  | Починки                | деревня         | 0                | Самарское                 | Самарская     |
| 86  | Птань                  | посёлок         | ↘183             | Михайловское              | Крестовская   |
| 87  | Птань-Жилинских        | деревня         | 13               | Самарское                 | Сергиевская   |
| 88  | Пятиловка              | деревня         | 12               | Михайловское              | Крестовская   |
| 89  | Пятиловка              | деревня         | 13               | Михайловское              | Михайловская  |
| 90  | Ракитино               | деревня         | 10               | Самарское                 | Сергиевская   |
| 91  | Рахманово              | деревня         | 3                | Михайловское              | Крестовская   |
| 92  | Рыльское               | деревня         | 55               | Михайловское              | Михайловская  |
| 93  | Рыхотка                | деревня         | 2                | Михайловское              | Андреевская   |
| 94  | Рыхотские Выселки      | деревня         | 0                | Михайловское              | Ивановская    |
| 95  | Рязаново               | деревня         | 1                | Самарское                 | Самарская     |
| 96  | Сабуров                | хутор           | 14               | Михайловское              | Ивановская    |
| 97  | Самарский              | посёлок         | ↗794             | Самарское                 | Самарская     |
| 98  | Самарский              | хутор           | 10               | Самарское                 | Самарская     |
| 99  | Самохваловка           | деревня         | 17               | Михайловское              | Михайловская  |
| 100 | Свобода                | деревня         | ↘212             | Михайловское              | Михайловская  |
| 101 | Сергиевское            | село            | ↗49              | Самарское                 | Сергиевская   |
| 102 | Силино                 | деревня         | 4                | Самарское                 | Самарская     |
| 103 | Силинские Участки      | деревня         | 5                | Самарское                 | Самарская     |
| 104 | Ситки                  | деревня         | 12               | Михайловское              | Михайловская  |
| 105 | Софьинка               | деревня         | 59               | Михайловское              | Крестовская   |
| 106 | Спасское               | деревня         | 0                | Михайловское              | Михайловская  |
| 107 | Степановка             | деревня         | 8                | Михайловское              | Михайловская  |
| 108 | Степной                | посёлок         | 11               | Михайловское              | Ивановская    |
| 109 | Страховка              | деревня         | 2                | Михайловское              | Михайловская  |
| 110 | Сумбулово              | деревня         | ↘40              | Михайловское              | Крестовская   |
| 111 | Татьяновка             | деревня         | 6                | Михайловское              | Крестовская   |
| 112 | Тишиново               | деревня         | 5                | Михайловское              | Крестовская   |
| 113 | Травино                | деревня         | ↘161             | Самарское                 | Сергиевская   |
| 114 | Травино                | деревня         | 0                | Самарское                 | Самарская     |
| 115 | Хворостянка            | деревня         | 30               | Михайловское              | Ивановская    |
| 116 | Чудновка               | деревня         | ↘128             | Михайловское              | Михайловская  |
| 117 | Шаховское              | деревня         | ↘404             | Михайловское              | Ивановская    |
| 118 | Яковлевка              | деревня         | 0                | Михайловское              | Грибоедовская |
| 119 | 1-2 Ивановка           | деревня         | 16               | Михайловское              | Грибоедовская |

Упразднённые населённые пункты:
- 1986 год — посёлок Заречье, деревня Павлинки Самарского сельсовета[36].

## Транспорт

Стела на трассе Р142

Поселения района с другими населёнными пунктами связывают автотрассы Р142 Богородицк — Товарковский — Куркино, Р145 Кимовск — Епифань — Кресты, а также дорога Куркино — Ефремов. До 1995 года осуществлялось железнодорожное сообщение: станция Куликово Поле (Куркино) — станция Лев Толстой Липецкой области.

## Культура
На территории района, при впадении реки Непрядвы в Дон в сентябре 1380 г. произошло сражение русского войска под предводительством великого князя Дмитрия Ивановича, прозванного с той поры Донским, с полчищами Золотой Орды, которые привёл на Русь темник Мамай.
У д. Ивановка на Красном холме, где в день исторической битвы стоял шатер Мамая, в честь победы русского оружия установлены 28-метровая чугунная колонна-памятник Дмитрию Донскому (архитектор А. П. Брюллов) и храм-памятник Сергия Радонежского (архитектор А. В. Щусев), в котором ныне совершаются богослужения.
Ежегодно здесь проходят торжества во славу знаменательной победы, одержанной в Куликовской битве.
Паломников привлекут православные святыни, которые даже после однократного посещения останутся в памяти: Это Храм Преподобного Сергия Радонежского на Куликовом поле, Храм Иоанна Богослова в п. Куркино, Церковь в с. Михайловском во имя Архистратига Михаила и многие другие.
Также Куркинский край богат родниками. Самые известные и знаменитые — «Прощенный колодец» близ с. Грибоедово и «Барский грот-колодец» в д. Орловка.
С 2000 г. в посёлке открыт Куркинский краеведческий музей. На сегодняшний день в музее действуют два зала: зал военной истории края, и зал истории и этнографии.
На территории района расположено 27 памятников археологии, 18 памятников регионального (областного) значения, 15 памятников муниципального значения. Ежегодно в последнюю неделю июня в Куркинском районе проводится спортивно-туристический фестиваль «Великие реки Куликова поля».

## Достопримечательности
Одна из самых масштабных достопримечательностей района — Исторический мемориальный комплекс Куликово Поле. Он расположен в 23 км от п. Куркино, около д. Ивановка. Куликов Столб виден в радиусе 30 км. Чуть дальше по трассе М4 «Дон» (Москва—Ростов) есть указатель по левой стороне: «Прощёный колодец».